# Andri Snær Magnason
Andri Snær Magnason, född 14 juli 1973, är en isländsk författare.

## Biografi
Andri Snær Magnason kommer från en läkarfamilj där både föräldrarna och syskon arbetar inom sjukvården. Han läste fysik vid Menntaskólinn við Sund samt litteratur vid Islands universitet och tog där examen år 1997.
Hans första utgivna verk var Ljóðasmygl og skáldarán år 1995, därefter Bónusljóð och Engar smá sögur. Han skrev barnboken Berättelsen om den blå planeten (Blái hnötturinn), en bok som översatts till tolv språk. Boken LoveStar släpptes år 2002 och 2006 utgavs Draumalandið - sjálfshjálparbók handa hræddri þjóð.
Det isländska bandet Múm skrev ett ledmotiv till pjäsen Blái Hnötturinn, baserad på boken med samma namn. 

## Utgåvor på svenska[2]
- 2003 – Berättelsen om den blå planeten ISBN 91-89680-05-7
- 2021 – Om tiden och vattnet ISBN 9789113108506